# سياسة بنغلاديش
تُمارس سياسة بنغلاديش في إطار جمهورية ديمقراطية تمثيلية برلمانية، يكون فيها رئيس وزراء بنغلاديش هو رأس الحكومة، ونظامها متعدد الأحزاب. تمارس الحكومة السلطة التنفيذية. والسلطة التشريعية منوطة بكل من الحكومة والبرلمان. كُتب دستور بنغلاديش في عام 1972 وخضع لستة عشر تعديل.
طُرحت حكومة تصريف الأعمال لأول مرة في عام 1990، بعد استقالة الفريق الديكتاتور العسكري حسين محمد إرشاد، لتكون الانتخابات ديمقراطية محايدة، وذلك بناءً على مطالبات الحزبين السياسيين الرئيسيين وهما حزب بنغلاديش الوطني (بي إن بّي) ورابطة عوامي في بنغلاديش. بعد الاستقالة الإجبارية لحسين محمد إرشاد، رُشح رئيس القضاة شهاب الدين أحمد ليكون كبير المستشارين، وراقب الانتخابات العامة لعام 1991. يترأس حكومة تصريف الأعمال كبير المستشارين، ويمتلك السلطة نفسها التي يمتلكها رئيس الوزراء العادي للبلاد ما عدا الشؤون الدفاعية. يعمل المستشارون بمثابة وزراء. بعد عام 1991، أقامت حكومة تصريف الأعمال الانتخابات في أعوام 1996، 2001 و2008. على الرغم من أن حكومة تصريف الأعمال الأولى كانت تهدف إلى المساعدة على الانتقال من الاستبداد إلى الديمقراطية، فقد أُضفي الطابع المؤسساتي على هذا النظام في عام 1996 من قبل البرلمان السادس، بسبب ارتفاع عدم الثقة بين حزب بنغلاديش الوطني ورابطة عوامي. في عام 2011 ألغى الحزب الحاكم من رابطة عوامي نظام حكومة تصريف الأعمال. كان ذلك السبب الأكبر من ضمن عدة أسباب للخلاف بين حزبي بي إن بّي ورابطة عوامي منذ ذلك الحين.
صنفت وحدة استخبارات ذي إيكونوميست بنغلاديش في عام 2019 على أنها «نظام هجين».
موظفو المناصب الحكومية الرئيسيون
| المكتب         | الاسم              | الحزب       | منذ           |
| رئيس الجمهورية | عبدالحميد          | رابطة عوامي | 24 مارس 2013  |
| رئيس الوزراء   | شيخة حسينة واجد    | رابطة عوامي | 6 يناير 2009  |
| رئيس البرلمان  | شيرين شارمين شودري | رابطة عوامي | 30 آبريل 2013 |
| رئيس القضاة    | السيد محمود حسين   | حيادي       | 7 يناير 2015  |

## الانتخابات والأحزاب السياسية
الأحزاب الرئيسية الثلاثة في بنغلاديش هي حزب بنغلاديش الوطني (بي إن بّي) ورابطة عوامي في بنغلاديش وحزب جاتيا. ينتشر حلفاء حزب بي إن بّي بين بعض الأحزاب الإسلامية كالجماعة الإسلامية البنغلاديشية، بينما رابطة عوامي تنحاز إلى الأحزاب اليسارية والعلمانية مثل حزب جاتيا ساماجتانتريك دال.
وهناك لاعب مهم آخر هو حزب جاتيا الذي يترأسه الحاكم العسكري السابق حسين محمد إرشاد وزوجته روشان إرشاد. كان التنافس بين رابطة عوامي وحزب بي إن بّي مريرًا وتخلله احتجاجات وعنف وقتل. تعتبر السياسات الطلابية قوية بشكل خاص في بنغلاديش، وذلك إرث باقٍ من عصر حركة التحرير. تمتلك جميع الأحزاب تقريبًا أجنحة طلابية نشطة جدًا، ويُنتخب الطلاب ليكونوا في البرلمان. مُنعت فيها ثلاثة أحزاب إسلامية متطرفة هي جماعة مسلمي جاغراتا وجاناتا البنغلاديشية (جي إم جي بي) وجماعة المجاهدين البنغلاديشيين (جي إم بي) وحركة الجهاد، وذلك في فبراير عام 2005 على خلفية التشدد والإرهاب. بعد سلسلة الحظر الأولى، حدثت مجموعة من التفجيرات في البلاد في أغسطس، 2005. وجدت التحقيقات أدلة على قيام هذه المجموعات المتطرفة بهذه الهجمات، واعتُقل العديد من المشتبه بهم في العديد من العمليات الأمنية في عام 2006، بمن فيهم رئيسي جماعة المجاهدين البنغلاديشيين، الشيخ عبد الرحمن وبنغلا بهاي، الذين أُعدما مع كبار قادة آخرين في شهر مارس 2007، ليؤدي ذلك إلى القضاء على الأحزاب المتطرفة.

## المحسوبية وسياسة السلالات الحاكمة
لطالما كانت السلالات الحاكمة السياسية إحدى سمات المشهد السياسي في بنغلاديش منذ استقلال البلاد في عام 1971. توصف هذه العائلات عادةً أنها عائلات أثبتت هيمنتها السياسية والاقتصادية في حزب ما، أو حكومة وطنية أو غيرها من المناصب الأخرى ذات الأهمية السياسية الوطنية. لا تقتصر مشاركة أفراد هذه السلالات عادةً على النشاطات السياسية البحتة، بل وُجد أنهم يشاركون في النشاطات التجارية أو النشاطات المتعلقة بالثقافة. يمكن أن تُعزى فكرة أن الثروة الموروثة والعلاقات تثبط عزيمة الأجيال القادمة من العمل بجد أيضًا إلى سياسيي السلالات الحاكمة. يمتلك سياسيو السلالات الحاكمة ميزة مهمة منذ بداية مسيرتهم السياسية، وهي أنه لديهم احتمالية أكبر إحصائيًا للفوز بالانتخابات عندما يتنافسون ضد سياسيين لا يمتلكون مثل شبكات العلاقات السياسية هذه، يعود سبب ذلك إلى عوامل مثل ميزة الشعبية وتوليهم لمنصب ما. يتمتع سياسيو السلالات الحاكمة أيضًا بشكل عام بمستوى تعليمي أقل، وذلك بسبب اعتمادهم على علاقات السلالات الحاكمة لمنصبهم، بدلًا من اعتمادهم على كفائتهم البيروقراطية والأكاديمية. يميل مرشحو السلالات الحاكمة عادةً إلى الدفاع عن مصالحهم الاقتصادية المكتسبة، باعتبارهم يجب أن يكونوا حصريًا من الطبقات العليا، مما يؤدي إلى مشاكل تضارب في المصالح. تمنع السلالات الحاكمة أيضًا المنافسين الذين من الممكن أن يكون لديهم أفكار سياسية فعالة، أن يتمكنوا من تولي المناصب، مما يحد من القدرة على الاستجابة للبيروقراطية والفعالية الإدارية والتكيف مع الأفكار الجديدة. يُهيمن على السياسات البنغلاديشية التنافس المرير بين عائلتين، عائلة خالدة ضياء وهي أرملة ضياء الرحمن التي ترأست الحزب الوطني البنغلاديشي منذ عام 1981 ولمدة 37 عامًا، ضد رابطة عوامي البنغلاديشية التي قادتها الشيخة حسينة ابنة الشيخ مجيب الرحمن منذ عام 1981. يشتهر صراعهما باسم «البيجمز المتصارعتنان- Battling Begums»؛ وقد ورثت المرأتان هويتهما الحزبية من أفراد عائلتيهما وحكمتا بنغلاديش بصفتهما رئيستي وزراء منذ عام 1991.
كان هناك الكثير من النقاشات المتعلقة بالتاثيرات التي تمتلكها السلالات الحاكمة السياسية على الوضع السياسي والاقتصادي للمجتمع البنغلاديشي. على الرغم من رد الفعل السلبي للجماهير على السلالات الحاكمة السياسية والربط بين نشاطات هذه السلالات والفساد، فإنه لا يوجد في بنغلاديش قوانين تحد من وجود هذه السلالات الحاكمة السياسية.

## القضايا السياسية

### الفساد
تعاني بنغلاديش من الفساد على مدى عقود. وفقًا لجميع المؤسسات الكبرى فإن بنغلاديش توجد ضمن أكثر البلدان فسادًا في العالم.

### القضايا الاجتماعية
تمتد القضايا الاجتماعية في بنغلاديش من المفاهيم الليبرالية مثل حقوق المرأة، والحرية الدينية، وحرية الاعتقاد، والحداثة والتصنيع، إلى القضايا الدينية مثل قوانين التجديف، ونظام الشريعة القانوني، والتعصب الديني ودين الدولة. تنافس الحزبان الرئيسيان وهما الحزب الوطني البنغلاديشي ورابطة عوامي بين بعضهما منذ بداية الألفية فيما يتعلق بهذه القضايا.

## وصلات خارجية
- Global Integrity Report: Bangladesh.